# Palmach
Palmach (hebr. ‏פלמ"ח‎, akronim od hebr. ‏פְּלוּגּוֹת-מַחַץ‎ Pelugot-machac; pol. Siły Uderzeniowe) – żydowski elitarny związek taktyczny stanowiący siły specjalne paramilitarnej organizacji Hagana podczas wojny domowej w Mandacie Palestyny i wojny o niepodległość w latach 1947–1948.

## Historia

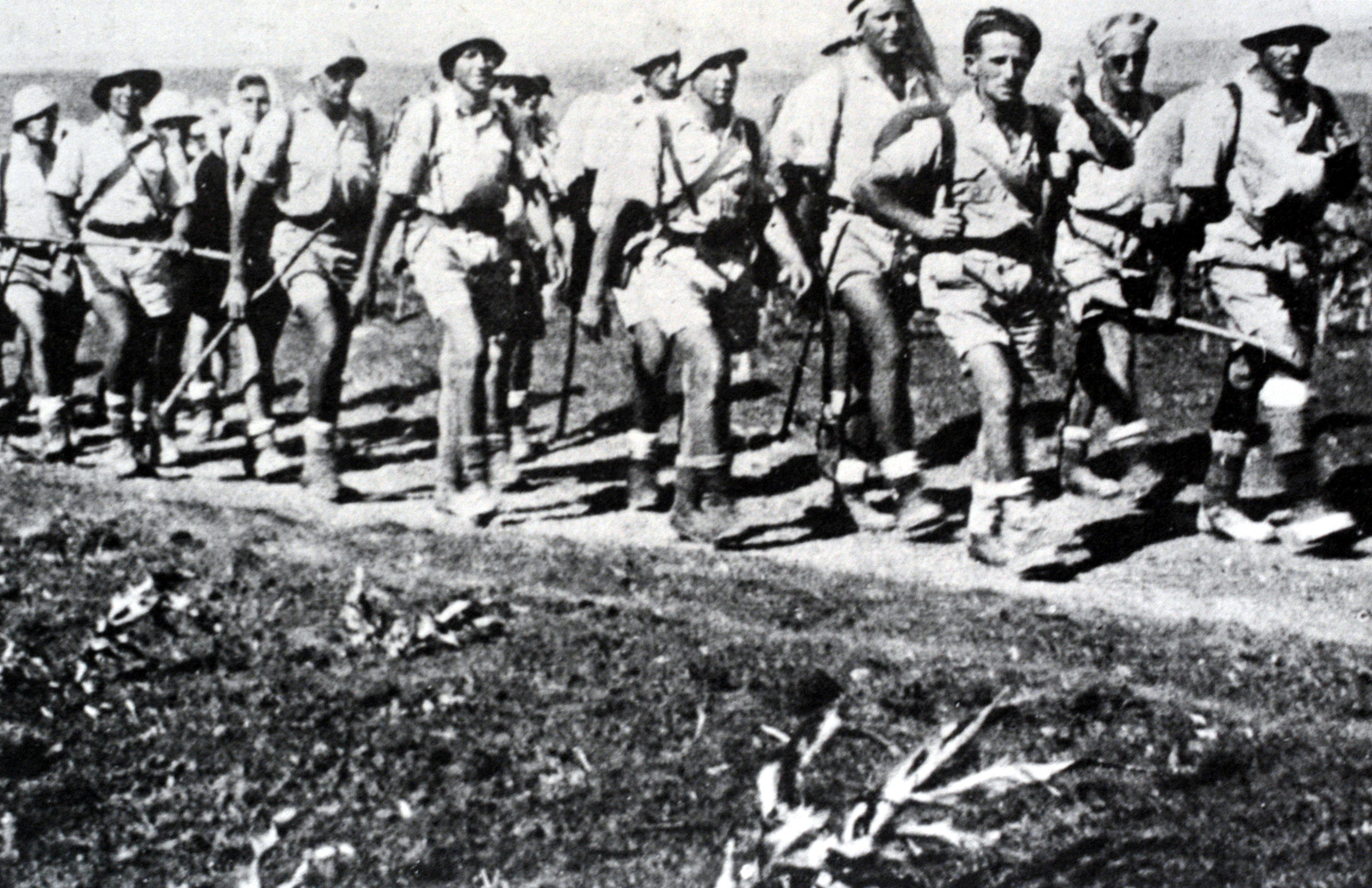
Członkowie Palmach podczas szkolenia, marzec 1942

Podczas II wojny światowej, na wiosnę 1941 siły brytyjskie w Egipcie znalazły się w bardzo poważnym zagrożeniu ze strony niemieckiego korpusu ekspedycyjnego Afrika Korps generała Erwina Rommela, który prowadził natarcie w Afryce Północnej w kierunku Kanału Sueskiego. W przypadku brytyjskiej porażki Niemcy mogliby z łatwością wkroczyć do Palestyny i połączyć swoje siły z francuskimi siłami Vichy w Libanie i Syrii. Brytyjczycy doszli do wniosku, że sytuacja zmusza ich do rozpoczęcia ścisłej współpracy ze społecznością żydowską w Mandacie Palestyny i nawiązali kontakty żydowską organizacją paramilitarną Hagana, aby prowadzić działania przeciwko wspólnemu wrogowi – hitlerowskim Niemcom. Współpraca ta wyrażała się na kilku poziomach działania, z których jednym było utworzenie w dniu 15 maja 1941 kompanii szturmowych Palmach.
W ich skład weszli weterani utworzonych w 1936 formacji paramilitarnych Mobilnej Straży (hebr. המשמר הנע, Mishmarot Nayim; ang. Mobile Guards) i Specjalnych Jednostek Nocnych (hebr. פלוגות הלילה המיוחדות, Plugot Ha'Layla Ha'Meyukhadot; ang. Special Night Squads). Dowódcą Palmach został Jicchak Sade, który przeszedł bezpośrednio ze Sztabu Generalnego Hagany. Zadaniem kompanii szturmowych Palmach miało być prowadzenie wojny partyzanckiej w przypadku zajęcia Palestyny przez wojska niemieckie. Ze względu na trudności budżetowe, sfinansowano nabór jedynie 300 członków, którzy przeszli profesjonalne szkolenie brytyjskich sił specjalnych.
Jednostki Palmach zostały zorganizowane w sześć kompanii szturmowych oraz dodatkowe jednostki specjalne:
- Ha-Machlaka Ha-Germanit (Departament Niemiecki) – jednostka sił specjalnych przeznaczona do tajnych operacji i działań sabotażowych przeciwko nazistowskiej infrastrukturze na Bliskim Wschodzie i na Bałkanach.
- Ha-Machlaka Ha-Aravit (Departament Arabski) – jednostka sił specjalnych przeznaczona do tajnych operacji i misji szpiegowskich przeciwko milicjom arabskim, które często atakowały żydowskie osiedla.
- Paljam (Kompania Morska) – jednostka sił specjalnych przeznaczona do tajnych operacji morskich.

Pierwszą akcję przeprowadzono już 18 maja 1941. Grupa 23 żołnierzy dowodzonych przez brytyjskiego oficera przepłynęło łodzią na terytorium Libanu z zadaniem ataku na rafinerię ropy naftowej w Trypolisie. Misja zakończyła się niepowodzeniem, a uczestniczący w niej żołnierze zaginęli. W czerwcu 1941 siły Palmach jako pierwsze przeniknęły na terytorium Libanu, zabezpieczając mosty na rzece Litani dla nacierających wojsk brytyjskich (operacja Exporter 8 czerwca-14 lipca 1941). W trakcie tej operacji ranny został Mosze Dajan. Następnie kompanie Palmach stały się kluczowym elementem kompleksowego planu obrony Palestyny, który został nazwany Massada na Karmelu (hebr. מצדה על הכרמל). Przewidywał on ewakuację ludności żydowskiej na północ kraju i utworzenie linii obronnej przebiegającej od Hajfy przez Dolinę Jezreel do Bet Sze’an. System zwartych fortyfikacji obronnych powstał na górze Karmel. Potrzeby znacznie przekraczały zdolności obronne Palmach, jednak ich członkowie zostali rozrzuceni po różnych osadach, gdzie organizowali kursy szkoleniowe i tworzyli jednostki sabotażu.
Gdy w listopadzie 1942 zagrożenie niemieckie w Afryce Północnej zmalało, Brytyjczycy uznali, że nie potrzebują już dalszej współpracy z Haganą i wstrzymali finansowanie Palmach. W celu utrzymania istniejących sześciu kompanii szturmowych, Hagana podjęła decyzję o przejściu Palmach do działalności w konspiracji. Członkowie kompanii szturmowych zostali rozproszeni po różnych kibucach, które zapewniały im schronienie i wyżywienie, w zamian otrzymując ochronę i szkolenie wojskowe. System działania Palmach w konspiracji ustalono według następującego porządku: w każdym miesiącu 8 dni szkolenia, 14 dni działań operacyjnych i 7 dni odpoczynku. System ten sprawdzał się przez kolejne dwa lata, jednak w lipcu 1944 wielu członków Palmach wstąpiło do Brygady Żydowskiej i opuściło Palestynę. Stworzyło to poważny kryzys braku sił szturmowych zdolnych do prowadzenia działań operacyjnych. Problem ten rozwiązano przez uruchomienie szkoleń wojskowych młodzieży po ukończeniu przez nią osiemnastego roku życia. Spośród osób kończących szkolenie, wybierano kandydatów do kompanii szturmowych Palmach. Koszty prowadzenia kursów wzięły na siebie kibuce. Podstawowe szkolenie obejmowało trening sprawnościowy, obsługę broni, nauka walki wręcz, topografię, pierwszą pomoc i taktykę. Po zakwalifikowaniu do Palmach rekruci przechodzili szkolenie pływania, wioślarstwa, sabotażu, materiałów wybuchowych, strzelania, zwiadu, łączności i kamuflażu. Palmach prowadził niezależne szkolenia dowódców drużyn i plutonów.
Okres wojny przyniósł wzmocnienie nadziei, że Brytyjczycy zmienią swoją politykę wobec żydowskiego osadnictwa w Palestynie, co doprowadziło, że Hagana wezwała radykalne żydowskie organizacje Irgun i Lechi do wstrzymania antybrytyjskich działań i rozpoczęcia współpracy z nimi. Pod koniec 1944 Awraham Stern rozpoczął ataki na brytyjskie instalacje wojskowe. W rezultacie Hagana przekazała Brytyjczykom informacje o około 700 członków Irgunu i Lehi, co przyczyniło się do ich aresztowania i osadzenia w więzieniach. Palmach odegrał wówczas rolę zbrojnego ramienia Hagany, porywając kilku członków Irgunu. Zostali oni uwięzieni i poddani przesłuchaniom w celu uzyskania informacji. W proteście przeciwko takim praktykom ustąpili ze swoich stanowisk Jehuda Fishman-Maimon i Jicchak Greenboim.

### Nielegalna imigracja i walka z Brytyjczykami

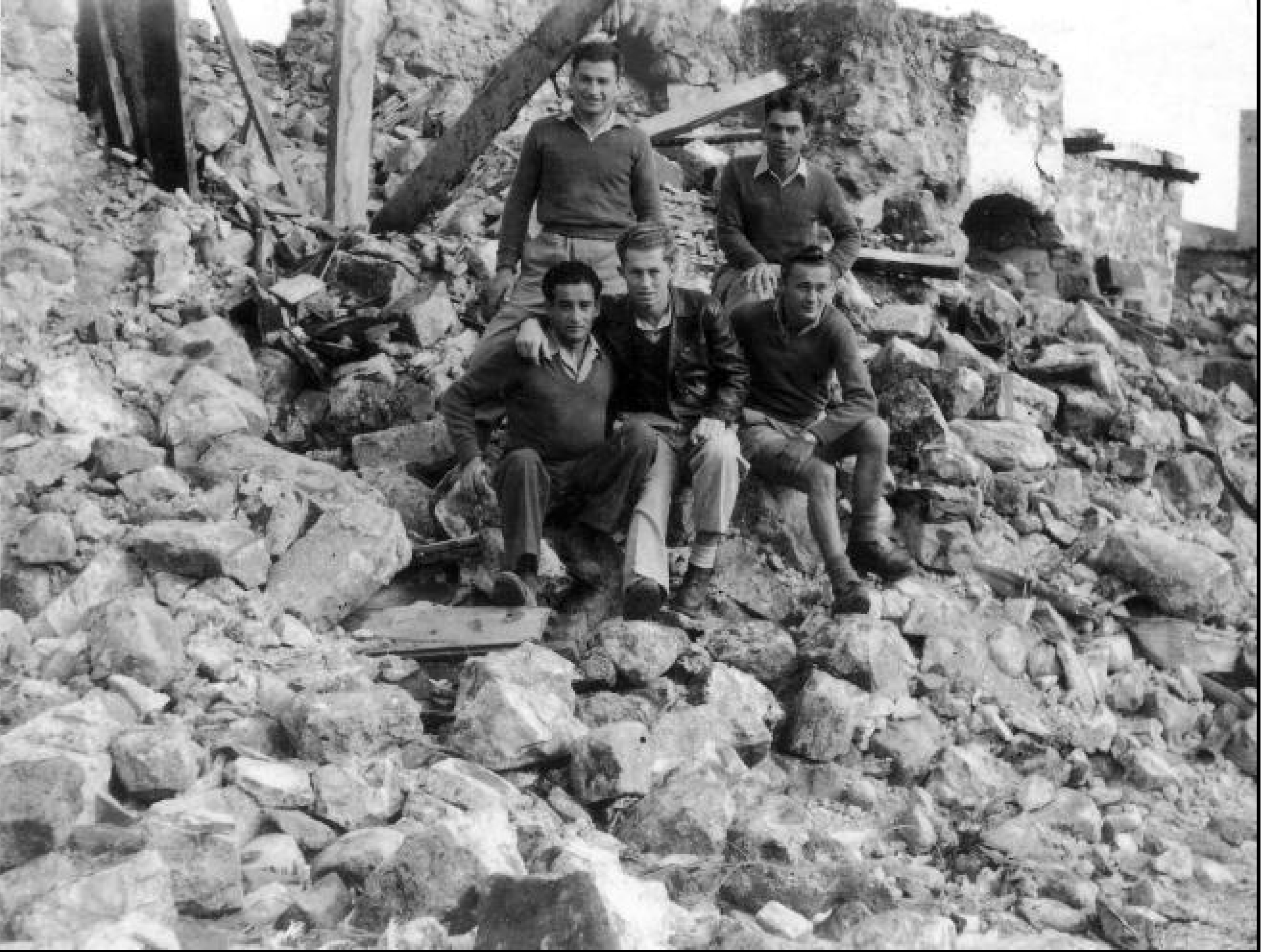
Saperzy Palmach w ruinach zniszczonej wsi, 1948

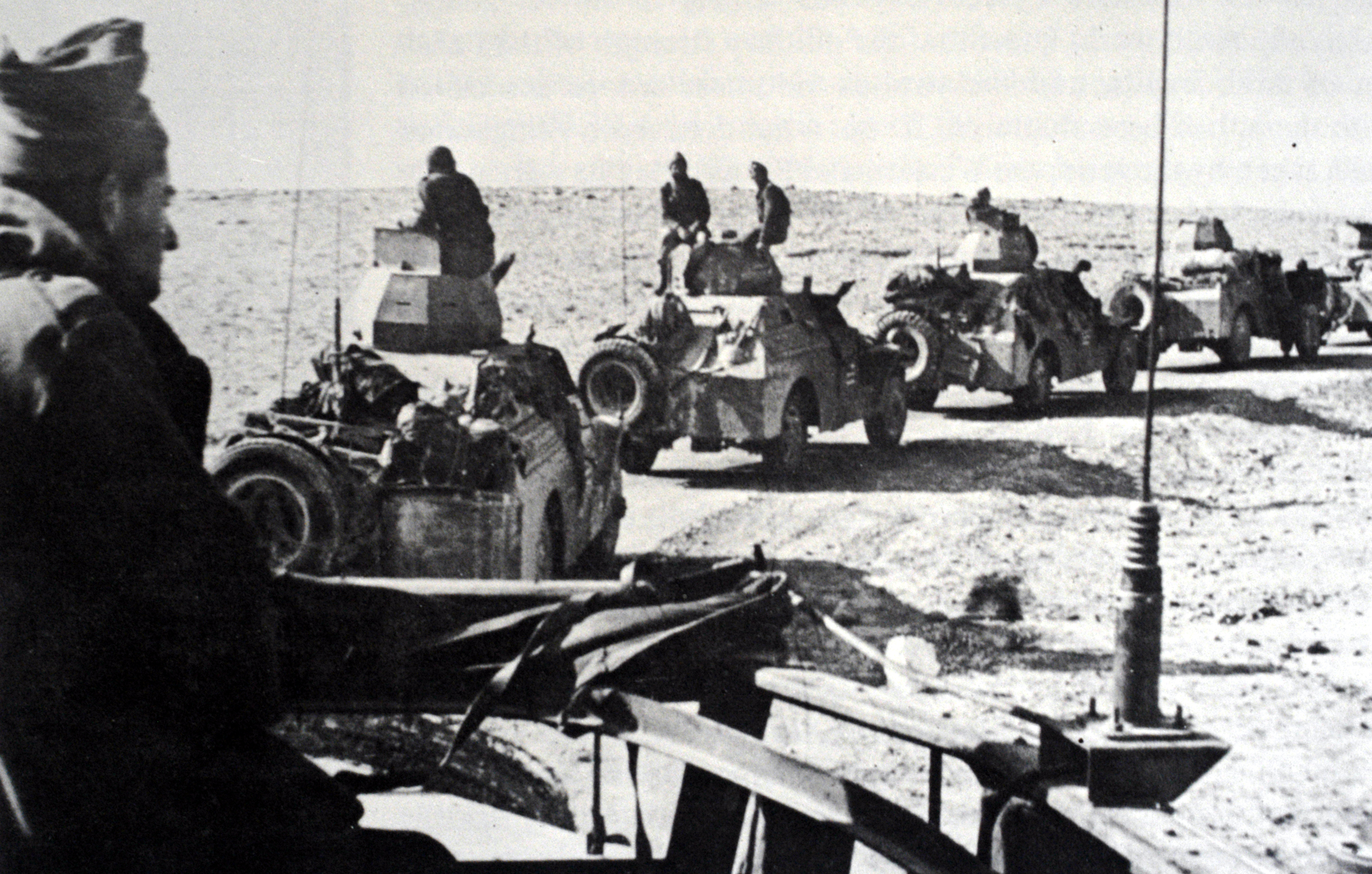
Patrol Palmach na pustyni Negew, 1948

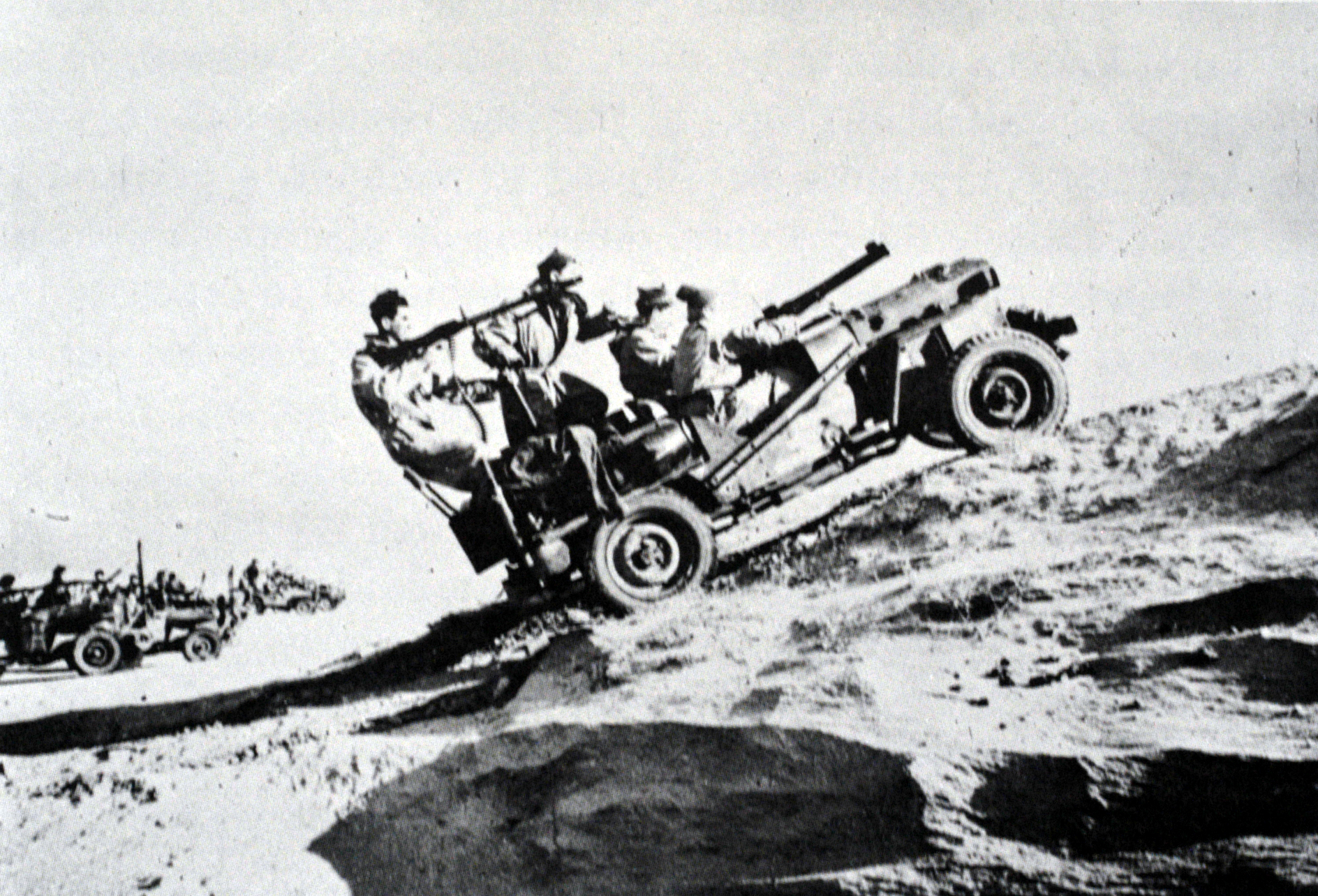
Patrol Palmach na pustyni Negew, 1948

Po zakończeniu II wojny światowej Hagana przystąpiła do organizowania nielegalnej imigracji ocalonych z Holocaustu europejskich Żydów. We wrześniu 1945  podjęto decyzję o rozpoczęciu walki z brytyjskimi władzami mandatowymi, które utrudniały i blokowały swobodny napływ żydowskich imigrantów do Palestyny. Było to idealne zadanie do wykonania przez Palmach.
Członkowie jednostki morskiej Paljam organizowali rejsy statków z imigrantami i docierali do wybrzeży Palestyny. Rolą sił lądowych Palmach było zabezpieczenie plaży przed brytyjskimi żołnierzami, odebranie imigrantów i przetransportowanie ich do kibuców. Nasilenie brytyjskich działań przyniosło intensyfikację żydowskiego ruchu oporu. W tym celu Hagana nawiązała współpracę z Irgunem i Lehi, tworząc jednolity front walki przeciwko Brytyjczykom w Palestynie. W latach 1945–1946 przeprowadzono jedenaście dużych operacji, z czego osiem przeprowadził Palmach, a trzy Irgun z Lehi. Z najważniejszych operacji można wymienić:
- 10 października 1945 – atak Palmachu na brytyjski obóz dla internowanych w Atlit. Uwolniono 208 żydowskich imigrantów[5].
- 1 listopada 1945 – wspólna akcja Palmach, Irgunu i Lehi wymierzona w linie kolejowe (135 miejsc), oraz atak na port Hajfa i stację kolejową Lod.
- 23 stycznia 1946 – Palmach zaatakował posterunki brytyjskiej policji w Kefar Witkin i Szefaram.
- 25 stycznia 1946 – Palmach zaatakował trzy brytyjskie lotniska – w Kfar Syrkin zniszczono 6 samolotów, w Lod zniszczono 11 samolotów, w Kastina zniszczono 20 samolotów.
- 17 czerwca 1946 – Palmach zniszczył 11 mostów łączących Palestynę z sąsiednimi państwami.

W odpowiedzi, władze brytyjskie przeprowadziły 29 czerwca 1946 operację aresztowania wielu członków żydowskiego podziemia. Akcja przeszła do historii pod nazwą „Czarnego piątku”. Palmach przygotowywał wiele kolejnych ataków terrorystycznych, jednak interwencja Chaima Weizmana je powstrzymała. W proteście ze swoich stanowisk ustąpiło kilku wysokich oficerów. Nie wpłynęło to jednak na decyzje dowództwa, i w następnych miesiącach Hagana realizowała już tylko zadania dozbrajania się i szkolenia personelu wojskowego. Poboczną działalnością było kontynuowanie organizacji nielegalnej imigracji. Natomiast Irgun i Lehi kontynuowały odrębną walkę z Brytyjczykami.

### Wojna o niepodległość
W dniu 29 listopada 1947 Zgromadzenie Ogólne ONZ przyjęło rezolucję nr 181 w sprawie rozwiązania konfliktu arabsko-żydowskiego w Palestynie, poprzez utworzenie dwóch państw: arabskiego i żydowskiego. Przywódcy społeczności żydowskiej zaakceptowali plan podziału Palestyny, chociaż wyrażali swoje niezadowolenie z umieszczenia Jerozolimy i Betlejem w międzynarodowej strefie pozostającej pod administracją ONZ. Zaproponowany obszar państwa żydowskiego przyjęli jako „niezbędne minimum”, i bez zgłaszania zastrzeżeń rozpoczęli przygotowania do utworzenia własnego państwa. Natomiast społeczność arabska sprzeciwiła się rezolucji 181, twierdząc, że narusza ona prawa większości mieszkańców Palestyny. Arabowie spostrzegali plan podziału Palestyny jako niesprawiedliwy, ponieważ oddawał większość terytorium państwa w ręce stanowiącej mniejszość społeczności żydowskiej. Ich niezadowolenie było wzmacniane przez arabski nacjonalizm panarabizmu. W rezultacie, już 30 listopada 1947 doszło do pierwszego aktu przemocy, który został uznany za pierwszy akt wojny domowej w Mandacie Palestyny. Arabowie rozpoczęli kampanię ataków na żydowską komunikację pomiędzy osiedlami żydowskimi. Kolejne zabójstwa, akty rozboju i podpalenia, pociągały za sobą akcje odwetowe Hagany, Irgunu i Lehi. Liczba ofiar po obu stronach konfliktu zaczęła gwałtownie rosnąć. W grudniu 1947 i styczniu 1948 zginęło prawie 1000 osób, a ponad 2000 zostało rannych. Liczby te odpowiadały 100 ofiarom śmiertelnym tygodniowo. W owym czasie siły Palmach liczyły cztery bataliony skupiające około 2100 żołnierzy w służbie czynnej i około 1000 rezerwistów. Przydzielono im zadania ochrony konwojów do Jerozolimy, zapewnienie dostaw zaopatrzenia do izolowanych żydowskich osiedli w Galilei i na pustyni Negew, oraz organizację obrony przygranicznych kibuców.
W kwietniu 1948 siły Palmach sformowano w sześciu batalionach, które następnie zgrupowano w trzech brygadach. Zostały one rozlokowane w następujący sposób:
- 10 Brygada Harel – powstała 16 kwietnia 1948 z zadaniem prowadzenia działalności w rejonie Jerozolimy.
  - 4 Batalion – ochraniał konwoje do Jerozolimy.
  - 5 Batalion – ochraniał konwoje do Jerozolimy.
  - 6 Batalion – wspierał obronę Jerozolimy.
- 11 Brygada Jiftach – powstała pod koniec kwietnia 1948 z zadaniem wspierania obrony Galilei.
  - 1 Batalion – prowadził działalność w rejonie Hajfy, Doliny Jezreel i Bet Sze’an.
  - 2 Batalion – na początku wojny wspierał działania obronne na pustyni Negew.
  - 3 Batalion – prowadził działalność w Galilei.
- 12 Brygada Negew – powstała w marcu 1948 z zadaniem wspierania działań obronnych na pustyni Negew.
  - 7 Batalion
  - 8 Batalion
  - 9 Batalion

Podczas wojny o niepodległość żołnierze Palmach wzięli udział we wszystkich walkach prowadzonych na wszystkich frontach.

### Siły Obronne Izraela
W dniu 28 maja 1948 rząd nowo powstałego państwa Izrael wydał rozkaz powołujący do życia izraelską armię – Siły Obronne Izraela (Cewa Hagana LeIsrael, w skrócie Cahal), do których miały przystąpić wszystkie żydowskie grupy zbrojne walczące w Palestynie. Palmach, będący częścią Hagany, wszedł w skład nowo tworzonej formacji.